# Ambasciata d'Italia a Kampala
L'ambasciata d'Italia a Kampala è la missione diplomatica della Repubblica Italiana nella Repubblica dell'Uganda. È competente anche per Burundi e Ruanda.
L'ambasciata è situata a Kampala, nel centrale quartiere di Nakasero. La Cancelleria e la sezione Consolare sono situate nello stesso edificio a tre piani.

## Altre sedi diplomatiche dipendenti
Esiste inoltre una rete consolare italiana, dipendente dalla Cancelleria consolare dell'ambasciata:
| Tipologia                | Sede      | Zona di competenza |
| ------------------------ | --------- | ------------------ |
| Consolato onorario       | Kigali    | Ruanda             |
| Corrispondente consolare | Bujumbura | Burundi            |